# Avenue Rio Branco
L'avenue Rio Branco (en portugais : Avenida Rio Branco) est une voie publique de Rio de Janeiro au Brésil.

## Situation et accès
Cette voie, qui est le symbole des grandes réformes architectures entreprises par le maire de l'époque, Francisco Pereira Passos, est l'une des principales voies publiques de la ville et de nombreux événements s'y déroulent.

## Origine du nom
Elle rend hommage à l'écrivain et homme politique José Maria da Silva Paranhos Júnior, baron de Rio Branco.

## Historique

### Genèse et construction
Au début du XXe siècle, Rio a conservé son aspect architectural de l'époque coloniale, si bien que le centre-ville rassemble des rues étroites et mal éclairées, qui ont poussé les édiles de la ville à s'installer plus au sud. L'état sanitaire de la capitale est par ailleurs déplorable, si bien que le président Francisco de Paula Rodrigues Alves ordonne plusieurs mesures : vaccinations, élargissement des voix et construction d'une grande avenue Centrale (Avenida Central). Les travaux sont menés par le nouveau maire, Francisco Pereira Passos, qui, alors étudiant à Paris entre 1857 et 1860, avait vu de près les transformations haussmaniennes.
Les travaux se déroulent en un temps record de dix-sept mois et laissent place à une avenue large de 33 mètres (soit 3 de plus que l'avenue de Mai à Buenos Aires, en Argentine, jusque-là la plus prestigieuse d'Amérique latine). Washington Fajardo, responsable du patrimoine à la mairie de Rio, note que la voie dispose d'« une vision intégrale de la ville, articulant architecture, espace public, circulation, arborisation, une première au Brésil ». Pour les façades des immeubles qui la bordent, un concours est organisé par la mairie, qui favorise le style éclectique et une taille de trois étages avec un magasin au rez-de-chaussée. Lors de l'inauguration officielle, le 14 novembre 1905, l'essentiel de ces bâtiments ne sont pas encore construits, sauf leurs façades, richement décorées (de style italien, français, byzantin, égyptien et parfois des ornements tropicaux comme des ananas ou des dauphins). Elle porte alors, jusqu'en 1912 le nom d'« avenue Centrale ».
L'avenue relie d'un côté le port, qui subit des travaux de rénovation, et de l'autre des bâtiments officiels comme le palais Monroe (siège du Sénat de l'époque), l'École des beaux-arts, le théâtre municipal, la bibliothèque nationale et le palais de justice. Rio rompt donc architecturalement avec son passé colonial et devient une vraie capitale, universelle et l'avenue la vitrine du pays. L'écrivain Coehlo Neto (pt) donne alors son surnom à Rio : la « Ville merveilleuse ». Les classes aisées se remettent alors à fréquenter le centre-ville et les descendants d'esclaves sont éloignés vers la périphérie, créant les premières favelas. À ce sujet, l'historien Oswaldo Rocha rappelle que « des communautés entières disparaissent, des individus perdent leurs identités à mesure que leur quotidien se transforme en poussière ». Le Figaro note aussi que « le port de chaussures et du costume est obligatoire, les vendeurs ambulants sont chassés, tout comme les mendiants. Les kiosques où les ouvriers allaient boire un verre […] sont rasés ».

### Depuis les années 1910
En 1912, elle est renommée « avenue Rio Branco ». Washington Fajardo relève qu'« elle est restée intacte moins de 25 ans, l'idée de protection du patrimoine » n'existant pas à l'époque, ce qui fait que dans les années 2010, on ne compte plus que dix bâtiments d'origine sur les 119 de l'époque. De nouveaux bâtiments Art déco ou modernes ont depuis été en effet construits et les classes dirigeantes ont en partie déménagé à d'autres endroits (Flamengo, Botafogo ou encore Copacabana).
Plusieurs grandes manifestations ont eu lieu sur l'avenue : le 24 août 1954, à la suite de la mort du président Getúlio Vargas, contre la dictature à la fin des années 1960, pour exiger des élections directes en 1984, et en 1992 contre le président Fernando Collor de Mello accusé de corruption. En 2013, elle est un des lieux de rassemblement du mouvement protestataire qui secoue le pays.

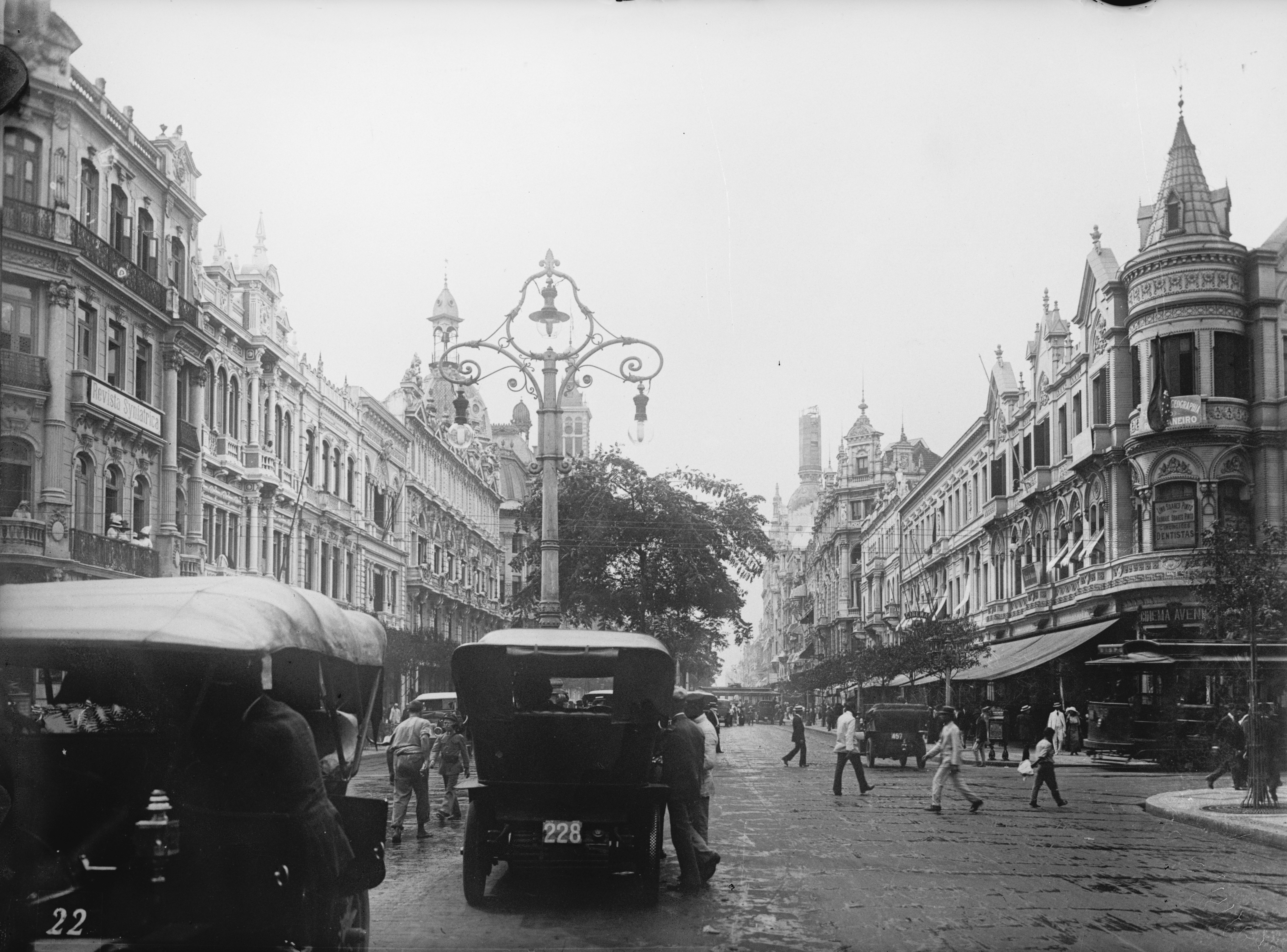
L'avenue vers 1910.
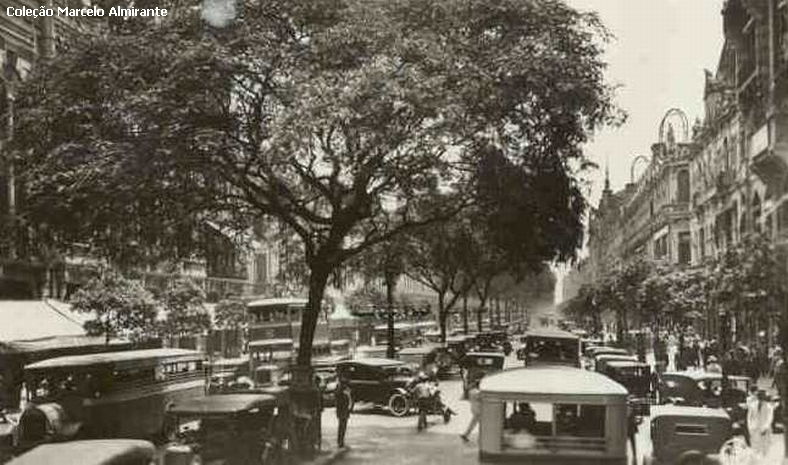
L'avenue vers 1930.

## Bâtiments remarquables et lieux de mémoire

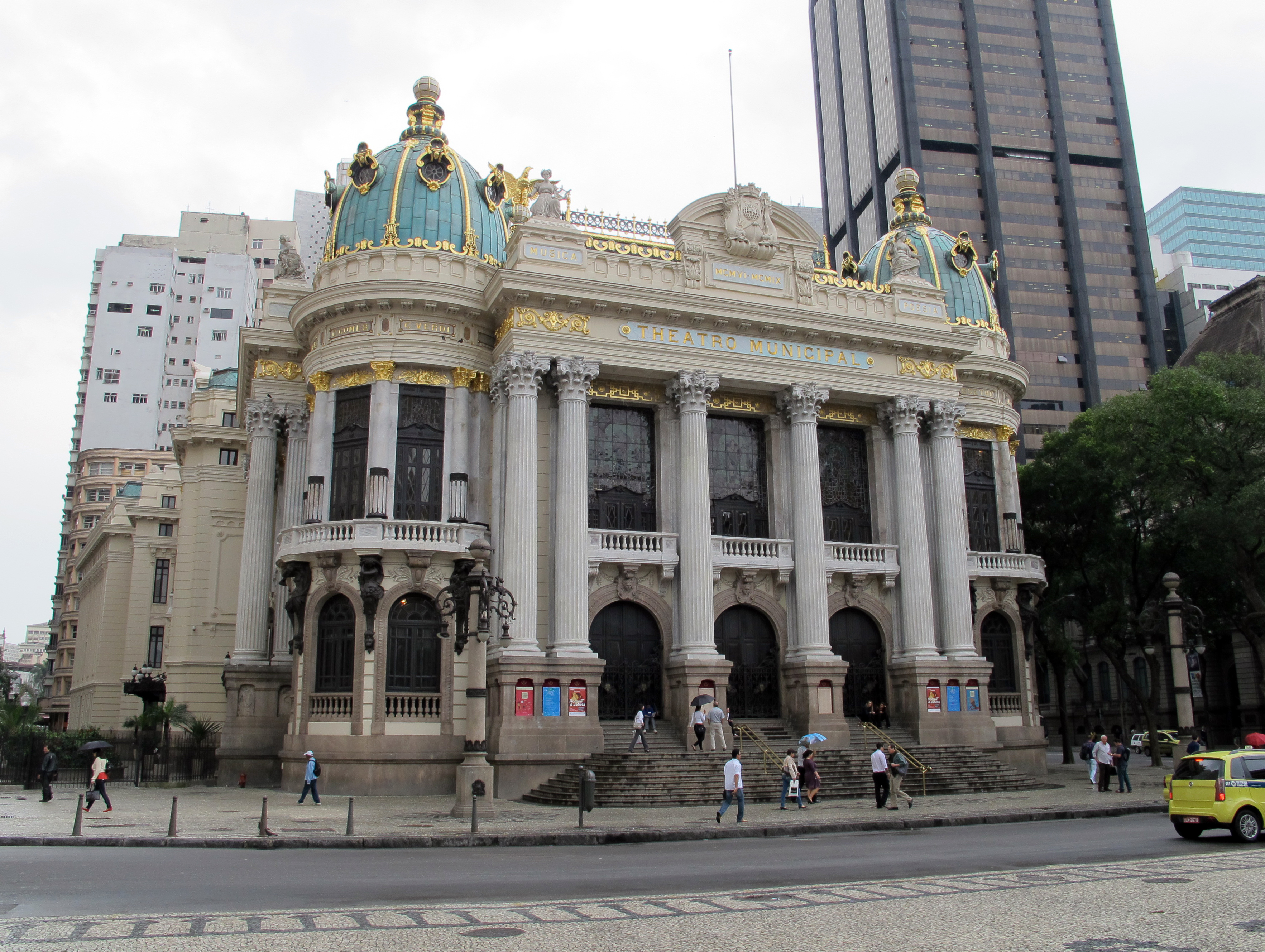
Le théâtre municipal de Rio de Janeiro datant de 1909.
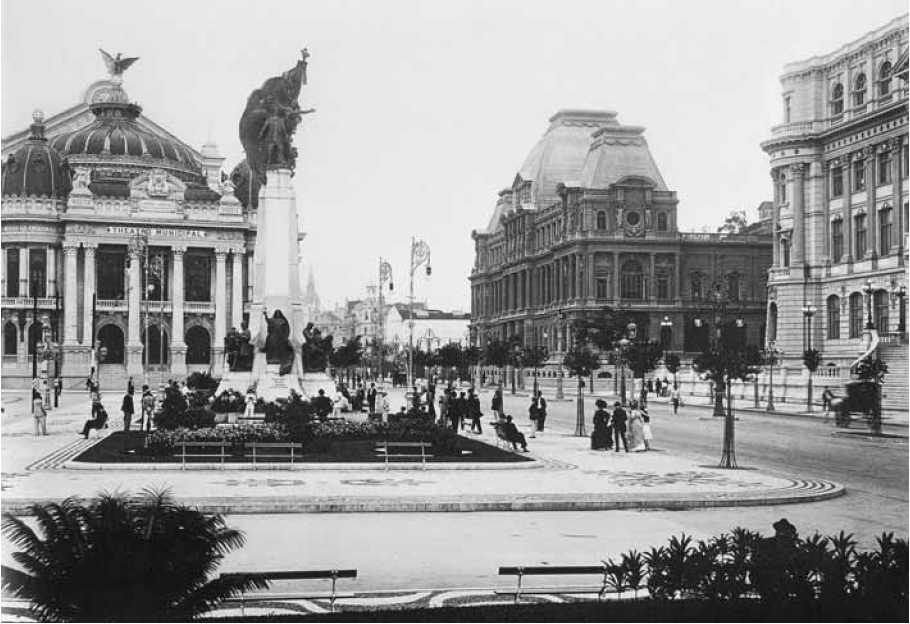
Plusieurs édifices de l'avenue en 1912.
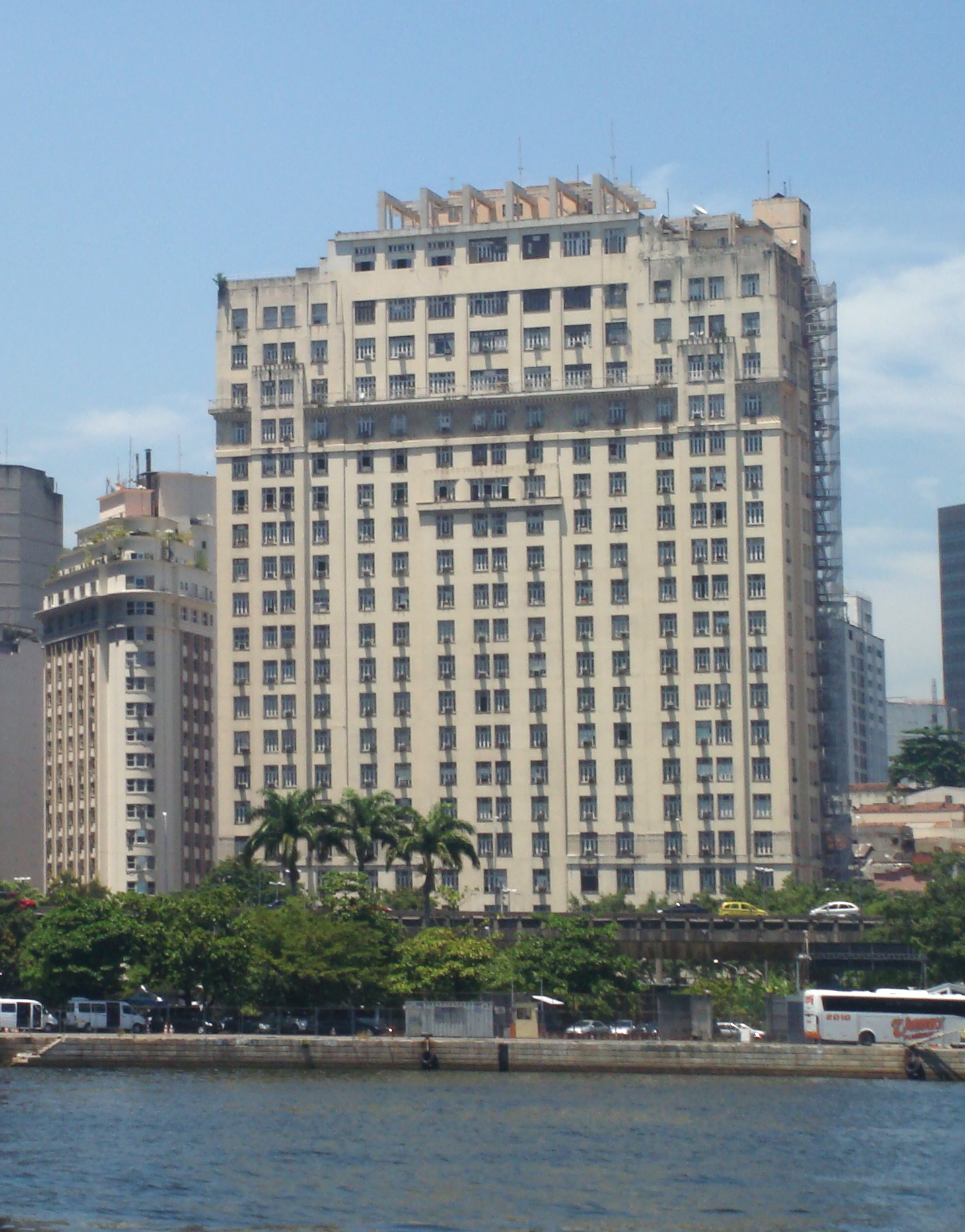
Le gratte-ciel A Noite (pt), érigé en 1929, le premier gratte-ciel d'Amérique latine.
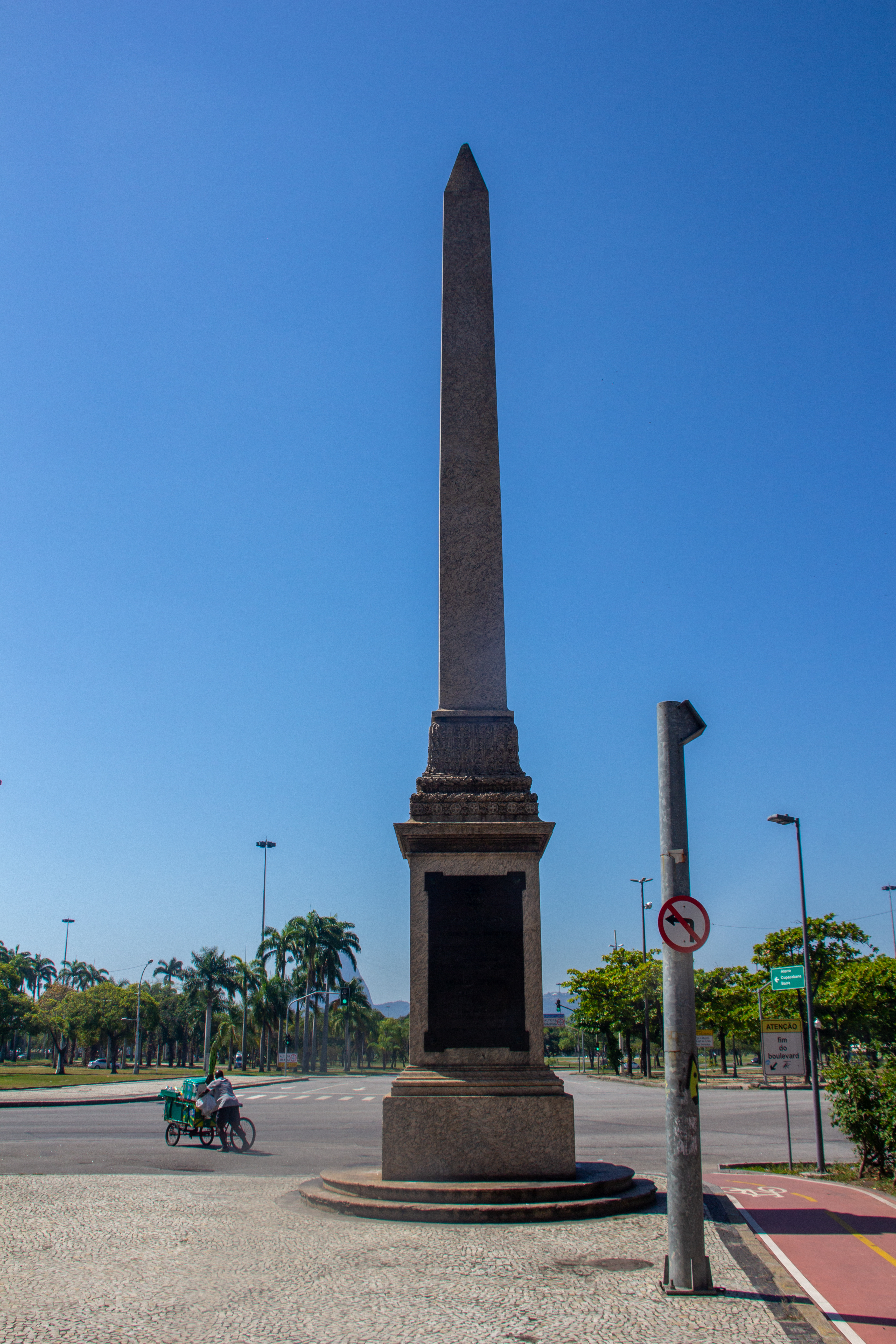
L'obélisque.